# Islas Andamán y Nicobar
Islas de Andamán y Nicobar (tamil: அந்தமான் நிகோபார் தீவுகள், hindi: अंडमान और निकोबार द्वीप) es un territorio de la República de la India, y está formado por los archipiélagos de las islas Andamán y Nicobar. Está localizado en el océano Índico, en la parte sur del 10° N, estando las Andamán al norte y Nicobar al sur. La capital del territorio es Port Blair.

## Epónimo
El nombre de Andaman viene de Handuman que es la palabra para designar el dios hindú Hánuman en malayo. 
Nicobar en malayo significa tierra de las personas desnudas.

## Historia
Estas islas fueron descritas por el viajero veneciano Marco Polo a finales del siglo XIII. De ellas dice:

No tienen rey ni señor de ninguna clase y son como bestias salvajes... Tanto los hombres como las mujeres van completamente desnudos... no tienen casas... ni ley ni orden... son gente muy cruel y se comen con gusto crudos a los hombres, a todos los que pueden coger, con tal que no sean de su tribu.

Las islas fueron tomadas por los Maratha en el siglo XVII y el legendario almirante Kanhoji Angre –considerado corsario por las metrópolis coloniales– quien atacó las rutas marítimas coloniales desde una base en estas islas. El Reino Unido ocupó las islas hasta que fueron tomadas por los japoneses durante la Segunda Guerra Mundial. 
Las islas fueron puestas posteriormente bajo la autoridad del Arzi Hukumate Azad Hind (gobierno provisional para una India libre) de Netaji (o Subhash Chandra Bose). Netaji visitó las islas durante la guerra, renombrándolas como "Shaheed" (mártir) y "Swaraj" (autogobierno). El general Loganathan, del Ejército Nacional Indio fue nombrado gobernador de las Islas de Andamán y Nicobar.
Con la independencia de la India en 1947, pasaron a ser uno de los 6 territorios del país. 
Los británicos usaron las islas como prisión para miembros del "Movimiento para la Independencia de la India". Esta forma de encarcelamiento fue llamada Kalapani (Andaman y Nicobar) sy la prisión de Port Blair fue considerada como la "Siberia de la India británica"
El 26 de diciembre de 2004 las costas de las Islas de Andamán y Nicobar fueron devastadas por un tsunami de 10 metros como consecuencia del Terremoto del océano Índico de 2004. Al menos 7000 personas murieron durante el desastre en las islas. Mientras que la mayoría de las víctimas fueron colonos, la mayor parte de la población aborigen sobrevivió gracias a tradiciones orales pasadas de generación en generación que los advertieron de abandonar las costas y refugiarse en las montañas cuando se producían terremotos.

## Fauna local
Las islas Andamán son famosas porque en sus sectores salvajes habita el  cocodrilo de mar, considerado una de la especies más peligrosas del planeta, estos reptiles consideran al humano en su dieta alimenticia y los ataques no son infrecuentes.